# Droit des contrats
Le droit des contrats est la branche du droit qui traite de toutes les dimensions juridiques qui gouvernent les contrats. 

## Droit des contrats de lacommon law
Le droit des contrats anglo-saxon traite de la formation des contrats (offre et acceptation, invitation à traiter, intention d'être lié juridiquement), la capacité de contracter, les formalités et règles d'écriture de certains contrats, la contrepartie, le tiers bénéficiaire, l'exécution du contrat, les moyens de défense et la procédure civile dans un litige contractuel. 
Puisque la common law est un droit jurisprudentiel,  le cœur du droit des contrats repose essentiellement sur des décisions judiciaires importantes. Ainsi, en common law canadienne, les arrêts Carlill v Carbolic Smoke Ball Co, Goldthorpe v. Logan, Association Ltd. v. Burton, R c. Ron Engineering and Construction (Eastern) Ltd M.J.B. Enterprises Ltd. c. Construction de Défense (1951) Ltée et Tercon Contractors Ltd. c. Colombie-Britannique (Transports et Voirie)  constituent des arrêts de principe en droit des contrats. Dans certains territoires, une loi sur la vente d'objets ou un Uniform Commercial Code peut compléter et supplanter les règles de common law.

## Droit civil
En droit civil, il n'existe pas de droit des contrats au sens de la common law, il y a plutôt un droit des obligations qui couvre l'ensemble des obligations contractuelles et extracontractuelles qui peuvent lier une personne. Cela dit, au sein même du droit des obligations, il existe un régime général des contrats et un droit des contrats spéciaux, lequel couvre les contrats nommés à l'intérieur d'un Code civil.

### Droit français
Comme le précise la juriste Sabine Van Haecke Lepic dans sa thèse de 2017 intitulée « La distinction entre la formation et l’exécution du contrat : contribution à l’étude du contrat dans le temps »:

« La notion de contrat donne en France l’apparence d’une notion unique qui en ferait un acte de prévision et de tentative de maitrise du temps, alors qu’en fait le contrat renvoie à plusieurs conceptions. Au fil de l’histoire, ces différentes conceptions ont montré que l’approche classique du contrat a considérablement évolué et fissure le modèle qui avait été privilégié jusqu’alors.
L’ancien article 1101 du Code civil disposait que « le contrat est une convention par laquelle une ou plusieurs autres personnes s’obligent envers une ou plusieurs autres, à donner, à faire, ou à ne pas faire quelque chose ». D’après cet article, la force obligatoire s’impose de façon contraignante aux parties dans tout ce qui a été prévu. Quant au nouvel article 1101 tel qu’issu de la réforme du droit des contrats, il dispose que le « le contrat est un accord de volontés entre deux et plusieurs personnes destiné à créer, modifier, transmettre ou éteindre des obligations ». La nouvelle définition légale se décompose en deux propositions et porte peut- être en elle-même un indice de changement de perspective pour le contrat. La première, relative à l’accord de volontés, est admise de longue date. En revanche, la seconde se sépare de la rédaction de l’ancien article 1101 du Code civil, lequel faisait de la création d’obligations de donner, de faire ou de ne pas faire un élément constitutif de la définition du contrat. Le changement de définition opéré appelle quelques remarques, car si la plupart des obligations sont assujetties au respect de l’accord de volontés, on a l’impression que l’accord de volontés se détache en quelque sorte de la formation stricte pour donner l’impression d’une vie autonome des obligations. Autrement dit, par l’effet des verbes énumérés, émergent une distinction entre le contrat comme accord de volontés et son contenu obligatoire. Cependant, l’ordonnance n’en tire aucune conséquence et reste attachée au modèle unique du contrat instantané, ce qui est dommageable, car à travers la reconnaissance de la vie des obligations, c’était la réalité de la phase de l’exécution qui semblait être visée. Mais ce que l’on peut noter d’ores et déjà c’est que la réforme a tendance à valoriser en quelque sorte la finalité de l’accord. »